# روس لي (مقدم تلفزيوني)
روس لي (بالإنجليزية: Ross Lee)‏ هو مقدم تلفزيوني بريطاني، ولد في 21 أغسطس 1973.

## وصلات خارجية
- روس لي على موقع IMDb (الإنجليزية)